# MMGT1
MMGT1 (англ. Membrane magnesium transporter 1) – білок, який кодується однойменним геном, розташованим у людей на довгому плечі X-хромосоми. Довжина поліпептидного ланцюга білка становить 131 амінокислот, а молекулярна маса — 14 686.
| 10         |  | 20         |  | 30         |  | 40         |  | 50         |
| ---------- |  | ---------- |  | ---------- |  | ---------- |  | ---------- |
| MAPSLWKGLV |  | GIGLFALAHA |  | AFSAAQHRSY |  | MRLTEKEDES |  | LPIDIVLQTL |
| LAFAVTCYGI |  | VHIAGEFKDM |  | DATSELKNKT |  | FDTLRNHPSF |  | YVFNHRGRVL |
| FRPSDTANSS |  | NQDALSSNTS |  | LKLRKLESLR |  | R          |  |            |

A: Аланін

C: Цистеїн

D: Аспарагінова кислота

E: Глутамінова кислота

F: Фенілаланін

G: Гліцин

H: Гістидин

I: Ізолейцин

K: Лізин

L: Лейцин

M: Метіонін

N: Аспарагін

P: Пролін

Q: Глутамін

R: Аргінін

S: Серин

T: Треонін

V: Валін

W: Триптофан

Кодований геном білок за функцією належить до фосфопротеїнів. 
Задіяний у таких біологічних процесах, як транспорт, альтернативний сплайсинг. 
Білок має сайт для зв'язування з іоном магнію. 
Локалізований у мембрані, ендоплазматичному ретикулумі, апараті гольджі, ендосомах.